# Маргоша
«Маргоша» (рос. «Маргоша») — російський телесеріал, адаптація аргентинського телесеріалу «Лалола», знятий за ліцензією Dori Media International GmbH продюсерською компанією «Костафільм» на замовлення телекомпанії «СТС Медіа (СТС)». Демонтструвався на телеекранах у 2009—2011 роках. Серіал отримав високі рейтинги, через що, після того як матеріал для адаптації закінчився, було вирішено приступити до створення оригінального продовження (зі 151 серії сценарії «Маргоші» повністю стали писати російські автори).
Творці серіалу «Лалола» визнали російську версію картини найбільш вдалою.

## Сюжет
«Маргоша» — драматичний серіал з елементами комедії, історія про те, як важко бути жінкою. Ігор Ребров (Гоша) — головний редактор успішного глянцевого чоловічого журналу. Хоча сам себе вважає головним редактором жіночих сердець. Жінок він підкорює з вражаючою легкістю. Втім, з такою ж легкістю він з ними розлучається. Але не все так просто: після однієї пристрасної ночі з дівчиною на ім'я Каріна його життя змінюється. Опинившись в числі жертв, дівчина придумує достатньо витончений план помсти і відправляється до чаклунки. Наступного ранку Гоша прокидається і виявляє, що сам став жінкою.
Під ім'ям Маргарита Гоша влаштовується працювати в свій рідний журнал. Відносини з колегами складно назвати добрими — тут її абсолютно ніхто не чекав. Інтриги, боротьба за крісло головного редактора, виявилося вакантним після таємничого зникнення Гоші, жіноча заздрість і домагання з боку чоловіків — Гоші в тілі Марго належить навчитися бути жінкою і випробувати всі плюси і мінуси життя «по той бік барикад».

## В ролях

### Основні персонажі
- Марія Берсенєва — Маргарита (Марго) Олександрівна Реброва — Гоша в тілі Марії Васильєвої, головний редактор журналу «ЧЖ», Ігор Ребров в жіночому образі, в 3 сезоні заступник головного редактора
- Олена Перова — Анна (Ганна) Павлівна Сомова, діджей, у 2-му сезоні головний редактор на радіо «Селена», у 3-му сезоні екс-ведуча ток-шоу «Конструктивний діалог» на телеканалі «ТСТ» і ведуча шоу «Він і Вона» на радіо «Селена», колишня однокласниця і найкраща подруга Ігоря Реброва
- Едуард Трухменьов — Ігор (Гоша) Семенович Ребров, головний редактор журналу «ЧЖ», Максим Васильєв — Марія Васильєва в чоловічому образі

### Редакція журналу «ЧЖ»
- Володимир Стержаков — Борис Наумович (Наумич) Єгоров, колишній чоловік Кароліни Єгорової, батько Наталії Єгорової, генеральний директор журналу «ЧЖ»
- Ганна Михайловська — Наталія Борисівна Єгорова, донька Бориса Наумовича і Кароліни Єгорових, співробітниця відділу «Мода», в 2-му сезоні власниця контрольного пакета акцій видавництва «Хай-Файв», заступник головного редактора; у 3-му сезоні заступник генерального директора із загальних питань.
- Марина Орлова — Світлана — новий секретар в редакції ЧЖ, згодом працівник відділу моди, помічниця Галини. Своїм бажанням допомогти всім вона наживає собі більше ворогів ніж друзів. Світла стає улюбленицею Бориса Наумича, чим наживає собі ворога в особі Люсі. Життя Чоловічого Журналу змінилося з появою цього персонажа.  (3 сезон)
- Яніна Колесніченко — Кароліна Вікторівна Єгорова, мати Наталії Єгорової, колишня кохана Костянтина Лазарева, колишня дружина Бориса Наумовича, власниця видавництва «Хай-Файв»
- Вікторія Лукіна — Людмила (Люся) Віталіївна Семашко, кохана Миколи Пчолкіна, секретарка редакції
- Анатолій Кот — Антон Володимирович Зимовський (Зима), кращий друг Ігоря Реброва і конкурент Марго, в 1-му і 3-му сезонах заступник головного редактора, у 2-му сезоні виконавчий директор радіо «Селена»
- Олег Масленніков-Войтов — Андрій Миколайович Калугін (Калуга), син Миколи та Ірини Калугіних, чоловік Катерини Калугіної, батько Аліси Калугіної, колишній художній редактор журналу «ЧЗ» і колишній коханий Марго (відсутня зі 194-ї серії)
- Григорій Анашкін — Валентин (Валік) Іванович Кривошеїн, випусковий редактор, чоловік Галини Кривошеїної
- Марія Бортник — Галина Степанівна Кривошеїна (Любимова), начальник відділу «Мода», дружина Валентина Кривошеїна
- Гліб Іванов — Микола Володимирович Пчолкін, кур'єр, коханий Людмили Семашко
- Джульєта Герінг — Ельвіра Сергіївна Мокрицька, фінансовий директор (з 1-ї серії по 84-ю, повернулася зі 154-ї серії)
- Ніна Курпякова — Анастасія Юріївна Гончарова, фінансовий директор (з 89-ї серії по 154-ту)
- В'ячеслав Гришечкін — Костянтин Петрович Лазарєв, виконавчий директор, колишній коханий Кароліни Єгорової
- Ірина Котельникова — Лідія, секретар Костянтина Петровича Лазарєва
- Іван Агапов — Писарєв Яків Семенович, працівник друкарні
- Дмитро Полесюк — Вітьок, бармен у кафе «Dead line»

### Радіо «Селена»
- Олена Перова — Ганна Павлівна Сомова (Сомік), діджей, у 2-му сезоні головний редактор на радіо «Селена», у 3-му сезоні ведуча шоу «Він і Вона» на радіо «Селена»
- Антон Сьомкін — Геннадій Гранов, звукорежисер, колишній однокурсник Анни Сомової (2, 3 сезон)
- Михайло Сафронов — Єгор Рибаков, ведучий Анни Сомової в шоу «Він і Вона» на радіо «Селена» (3 сезон)
- Володимир Тишко — Перцов Павло Аркадійович, генеральний директор радіо «Селена» (3 сезон)
- Гліб Матвейчук — Руслан Хилькевич, звукорежисер (1 сезон)
- Артем Григор'єв — Марат Ремнев, програмний директор, колишній хлопець Анни Сомової (1, 2 сезон)
- Борис Естрін — Едуард Максимович, директор (1, 2 сезони)
- Світлана Бєльська — Лілія, діджей (1 сезон)
- Анатолій Кот — Зимовський Антон Володимирович, виконавчий директор (2 сезон)
- Григорій Анашкін — Валентин (Валик) Іванович Кривошеїн, діджей (2 сезон)
- Голуб Олег — Корнєєв Петро Васильович, коханець Кароліни Єгорової, директор радіо (2 сезон)

### Інші
- Олександр Тютін — Семен Михайлович Ребров, батько Ігоря Реброва
- Світлана Аманова — Тамара Іванівна Реброва, мати Ігоря Реброва
- Ірина Домнінська — Віра Михайлівна, мати Марії Васильєвої (2 сезон)
- Кирило Рубцов — Сергій Аксюта, коханий Марії Васильєвої, кращий друг Павла Шульгіна (2 сезон)
- Андрій Козаков — Сергій Гальянов (Серхіо Гальяно), головний інвестор журналу «МЖ»
- Людмила Чурсіна — Калугіна Ірина Михайлівна, мати Андрія Калугіна, бабуся Аліси Калугіної.  (1, 2 сезон)
- Лариса Маслова — Аліса Калугіна, донька Андрія та Катерини Калугіних, внучка Ірини Калугіної (1, 2 сезон)
- Катерина Нікітіна — Катерина Калугіна, дружина Андрія Калугіна, мати Аліси Калугіної.  (2 сезон)
- Ірина Рой — Юлія, краща подруга Наталії Єгорової (1, 2 сезон)
- Олександр Фон Рабі — Максим, коханий і батько дитини Наталії Єгорової (1, 2 сезон)
- Ольга Кузіна — Ірина Пантелєєва, краща подруга Єгорової Кароліни Вікторівни, заступник директора (2 сезон)
- Ірена Морозова — Циганка, чаклунка (1 сезон, 1 і 4 серії)
- Наталія Левіна — Мілана, чаклунка (2, 3 сезони)
- Валерій Афанасьєв — Федір Іванович Шульгін, батько Павла і Маргарити Шульгиных, власник італійського ресторану «Кальярі» (2 сезон)
- Вадим Медведєв — Олександр Липкинд, колишній однокласник і фіктивний чоловік Галини Кривошеиной (2 сезон)
- Роман Акімов — Павло, новий тимчасовий заступник художнього редактора журналу «ЧЖ» (3 і 1 сезон)
- Андрій Карако — Костянтин Зайцев, колишній однокласник і друг Ігоря Реброва (3 сезон)
- Ольга Рептух — Жанна, колишня однокласниця і дівчина Ігоря Реброва (3 сезон)
- Павло Фартухів — Петро, новий тимчасовий кур'єр журналу «ЧЖ» (3 сезон)
- Павло Мисаїлов — «Товстий», колишній однокласник і друг Ігоря Реброва (1-3 сезони)

### Епізодичні персонажі
- Оксана Лаврентьєва — Карина — колишня подружка Ігоря Реброва (1 серія 1 сезону, 75 серія 2 сезону)
- Станіслав Ердлей — Георгій Гальянов (Хорхе Гальяно), син Серхіо Гальяно (2 сезон)
- Кирило Кяро — Олександр Верховцев, фотограф зі світовим ім'ям (1 сезон)
- Єгор Барінов — Олег Карасьов (Баракуда), букмекер (1 сезон)
- Марина Казанкова — Софія Андріївна Радулова, криза-менеджер (1, 2 сезон)
- Олександр Вершинін — Вадим Шепелєв (Віллі Шепард), письменник, дзен-буддист, колишній однокурсник і колишній наречений Анни Сомової (2 сезон)
- Фархад Махмудов — Анатолій Чесноков, «диверсант» від журналу «Мачо» (2 сезон)
- Аліса Анненкова — Тетяна, липова домработница в квартирі Марго, «агент» Антона Зімовського (2 сезон)
- Всеволод Болдін — Павло Шульгін, син Федора Шульгіна, брат Маргарити Шульгіної, колишній наречений Марії Васильєвої, кращий друг Сергія Аксюти (2 сезон)
- Тетяна Демідова Кераз — Маргарита Шульгіна, дочка Федора Шульгіна, сестра Павла Шульгіна (2 сезон)
- Володимир Скворцов — Михайло Єфремович Рязанцев, генеральний продюсер каналу «ТСТ» (3 сезон)
- Марія Казначеєва — Ольга  (30 серія 3 сезону)

## Саундтрек
| Група         | Назва композиції        |
| ------------- | ----------------------- |
| Мумій Троль   | Фантастика              |
| DOSVIDANIЯ    | Вона всюди плете свою…  |
| DOSVIDANIЯ    | Снегурка                |
| DOSVIDANIЯ    | Пошепки (3 сезон)       |
| DOSVIDANIЯ    | Пробач (3 сезон)        |
| Cheese People | Catch U                 |
| Cheese People | Moon                    |
| Cheese People | Stroitel                |
| Cheese People | Ua-a-a!                 |
| Cheese People | Wake Up                 |
| Гра Слів      | Я Тобою Милуюся         |
| Miusha        | Out Of Mind             |
| Non Cadenza   | Дочка астронавта        |
| Non Cadenza   | Незнайомець             |
| Non Cadenza   | Сережки                 |
| NuSkOOl       | Секс З Тіною Канделакі  |
| Roma Kenga    | Let Me Be Your Guide    |
| Roma Kenga    | People                  |
| Roma Kenga    | Нові Моря               |
| Roma Kenga    | Там, Де Любов           |
| The Krolls    | Curasson                |
| The Krolls    | Kill-In-Milk            |
| The Krolls    | Kroll Rock              |
| The Krolls    | La Cocaine, Le Chocolat |
| The Krolls    | Stars                   |
| The Krolls    | Umbrella                |
| The Produkt$  | 3000$ (Monkeys Matrix)  |
| The Produkt$  | Digital Pussy           |
| The Produkt$  | Meditation Training     |
| The Produkt$  | So Good                 |
| The Produkt$  | Take That               |
| Павло Чехов   | У Порту                 |
| Павло Чехов   | Завжди Дурні            |
| Павло Чехов   | Москва На Неві          |
| Павло Чехов   | Про Кохання             |
| Павло Чехов   | Втрачені                |
| Павло Чехов   | Стерто                  |
| Animal ДжаZ   | На Кухні                |
| Animal ДжаZ   | 5 Поцілунків            |
| Олена Перова  | Протягом                |
| Олена Перова  | Лечу у небо             |

## Факти
- На телеканалі «Домашній» з 4 жовтня 2010 року розпочався показ оригінальної версії аргентинської теленовели «Лалола».
- Телеканал «ТСТ» існує насправді в місті Черемховому, Іркутської області.[5] Канал «ТСТ» є мережевим партнером каналу «СТС».[6]
- На телеекранах в серіалі транслюються деякі проекти «Костафільм»: «Кадетство», «Татусеві дочки», «Ранетки» та інші.

## DVD
У Росії та країнах СНД серіал «Маргоша» ліцензійно видається на DVD з 13 травня 2010 року компанією «Флагман-Трейд». Серіал був випущений в двох варіантах: по 10 серій на диску і по 20 серій в упаковці з двох DVD.
До 1 лютого 2011 року на DVD був випущений весь перший сезон телесеріалу (60 серій) у двох варіантах: 6 дисків по 10 серій на кожному і 3 DVD-боксу по 20 серій.
9 червня 2011 року компанія «Флагман-Трейд» випустила видання «Маргоша: Вибране», яке включає в себе серії: 1, 10, 14, 17, 20, 27, 34, 42, 52, 60.
Другий і третій сезони «Маргоші» офіційно на DVD випущені не були.

## Нагороди та номінації
- 20 січня 2010 року серіал отримав статуетки премії «Google Тренд» у двох номінаціях: «Серіал року» та «Актриса року» (Марія Берсенєва)[8]. Премію «Серіал року» отримував Андрій Силкін, режисер серіалу «Маргоша»; Премію «Актриса року» отримував Олексій Шачнев, директор Марії Берсенєвої.
- 27 лютого 2010 року Марія Берсенєва отримала народну премію «Телезірка» (Україна) в номінації «Краща актриса» за роль Марго в серіалі[9].
- 28 грудня 2010 року Володимир Стержаков був названий виконавцем «Кращої чоловічої ролі у художньому фільмі/телесеріалі», в категорії «Кінопідсумки 2010 року. Особи», за підсумками глядацького голосування на сайті радіостанції «Ехо Москви»[10].
- 27 лютого 2011 року телесеріал отримав народну премію «Телезірка» (Україна) у номінації «Улюблений мелодраматичний серіал»[11]
- Композиція Павла Чехова — «порту» — номінант премії «Бог Ефіру 2010» у категорії «Саундтрек»[12];
- Композиція Мумій Троля — «Фантастика» — номінант премії «МУЗ-ТВ 2010» в категорії «Кращий саундтрек»[13];
- Серіал був висунутий на здобуття премії «ТЕФІ 2010» у п'яти категоріях:

1. Ефірний промоушен каналу (кліп до телесеріалу «Маргоша»);
2. Сценарист телевізійного художнього фільму/серіалу (Леонід Купрідо);
3. Режисер телевізійного художнього фільму/серіалу (Сергій Арланов);
4. Телевізійний художній серіал («Маргоша»);
5. Виконавиця жіночої ролі в телевізійному фільмі/серіалі (Марія Берсенєва);

У фінал премії «ТЕФІ 2010» серіал не вийшов ні в одній з номінацій.